# Benya-Formel
Die Benya-Formel ist eine nach dem ehemaligen österreichischen Gewerkschafter Anton Benya benannte Übereinkunft, wonach sich die jährlichen Lohnerhöhungen an der Inflations- und Produktionserhöhung orientieren sollen.
Laut Benya-Formel sollen Lohnerhöhungen die Abgeltung der Inflation plus den Wert des mittelfristigen Produktivitätszuwachses umfassen. Letztere umfasst für gewöhnlich die gesamtwirtschaftliche Arbeitsproduktivität (Bruttoinlandsprodukt pro Beschäftigten). Laut dem Wirtschaftsexperten Alois Guger vom Österreichischen Institut für Wirtschaftsforschung (WIFO) ist die Formel „eher langfristig angelegt“. Demnach gehe es nicht um die Inflation und den Produktivitätsfortschritt eines Jahres, sondern um einen längeren Zeitraum.
Der Europäische Gewerkschaftsbund (EGB) rief im Jahr 2000 seine Mitgliedsverbände auf, sich bei Lohnverhandlungen an der Benya-Formel zu orientieren.

## Ziel
Durch die Übereinkunft soll die Kaufkraft der Arbeitnehmer erhalten werden und die Steigerung der Löhne nicht zu stark hinter jenen der Unternehmensgewinne zurückfallen. Dadurch soll die Inlandsnachfrage angeregt werden, wodurch wiederum auch die Firmen profitieren, welche dadurch im Inland mehr Produkte verkaufen können. Ausschließlich exportorientierte Betriebe profitieren nicht. Im Gegenteil, ihre Wettbewerbsfähigkeit wird durch starke Lohnerhöhungen geschwächt. Allerdings soll die Benya-Formel in wirtschaftlich guten Zeiten zu moderateren Lohnerhöhungen führen, was allen Unternehmen zugutekommt.

## Entwicklung
In den 1960er Jahren gab der Präsident des Österreichischen Gewerkschaftsbunds (ÖGB), Anton Benya, eine neue Leitlinie für die jährlichen Lohnerhöhungen vor. Gemäß der neuen Formel wird den Arbeitnehmern die jährliche Inflation abgegolten und ihnen ein Anteil am mittelfristigen Produktivitätszuwachs zugestanden. Damit wollte Benya den Wohlstand breiter Bevölkerungsschichten mehren und gleichzeitig der Wirtschaft Luft zum Atmen lassen.
Mit Verweis auf die Zwänge der Globalisierung wurde die „Erfolgsformel“ ab Mitte der 1990er-Jahre in Österreich ausgesetzt. Die Lohnquote am Volkseinkommen sank in Österreich von 1995 bis 2011 von 76 auf 68 Prozent. Die Dividendenausschüttung der Aktiengesellschaften hatte sich dagegen im selben Zeitraum auf zehn Prozent der Unternehmenswertschöpfung verdoppelt. Neben Österreich hielten auch Deutschland und die Niederlande seit Jahren ihre Lohnsteigerungen unter dem Produktivitätszuwachs und steigerten somit ihre Wettbewerbsfähigkeit auf Kosten sinkender Reallöhne.
Ein Journalist des Industriemagazin führt die geringe Steigerung der Reallöhne auf den „radikalen Transformationsprozess“ in der Wirtschaft zurück. Die Tageszeitung Die Presse verweist auf die wachsende Teilzeitquote. Laut WIFO dürfte „ein durchgängig vollzeitbeschäftigter Industriearbeiter, der nie in Kurzarbeit oder arbeitslos war in den vergangenen Jahren den Produktivitätsfortschritt in einem starken Ausmaß abgegolten bekommen haben“.